# ناتاليا بيريفيرزيفا
ناتاليا فلاديميروفنا بيريفيرزيفا (بالروسية:  Наталья Владимировна Переверзева)؛ مواليد 10 نوفمبر 1988 في كورسك) عارضة أزياء روسية، ومقدمة برامج تلفزيونية، شاركت في مسابقة ملكة جمال روسيا 2009 ، فازت بيريفيرزيفا بمسابقة ملكة جمال موسكو 2010، ومسابقة جمال روسيا 2011، ما جعلها مؤهلة للمشاركة في مسابقة ملكة جمال الأرض 2012

## نشأتها
ولدت ناتاليا فلاديميروفنا بيرفيرزيفا في 10 نوفمبر 1988 في مدينة كورسك. والداها بعيدين عن عالم الأعمال الاستعراضية، أم خبيرة في اقتصادية، وأب مهندس، والتقى في السنة الأولى من المعهد، جمع بينهم حب الرقص في قاعة الرقص، والتي كانوا يمارسونها سويًا لمدة 5 سنوات. ورفضت في سن المراهقة عروض وكالات عرض الأزياء للمشاركة في التصوير الفوتوغرافي، ووضع متابعة التعليم في المقام الأول، كما درست ناتاليا بيرفيرزيفا اللغات الأجنبية، وحضرت مدرسة الموسيقى. أراد الآباء مستقبل ابنتهم في الهندسة أو الاقتصاد، وفكرت في الأمر بنفسها. على الرغم من كل بياناتها الخارجية، لم تحلم ناتاليا بوظيفة عرض الأزياء، فقد أرادت أن تتبع خطى والديها وجدها - دكتوراه في العلوم الاقتصادية. بعد تخرجها من المدرسة في عام 2006، التحقت بكلية الاقتصاد بجامعة كورسك الحكومية. في نفس العام قررت، بناءً على نصيحة صديقاتها، المشاركة في مسابقة جمال المدينة مع نهاية المابقة احتلت المركز الثاني لتصبح الوصيفة الأولى ملكة جمال كورسك. بعد تبدأ مسيرتها في عرض الأزياء. أثناءها حضر أليكسي فاسيلييف، هذه الأحداث باستمرار، لأن مسؤوليته كانت البحث عن وجوه جديدة لوكالات عرض الأزياء. هنا لاحظ ناتاليا وعرض تعاونه معها وافقت ناتاليا بيرفيرزيفا، فيما يتعلق بالعمل، اضطرت الفتاة إلى اتخاذ قرار جاد بشأن الانتقال إلى العاصمة. مطئنة بدعم والديها، مدركين أنها ستتاح لها في موسكو المزيد من الفرص.
في عام 2007، وافقت على العرض المقدم من وكالة رئيس النمذجة وانتقل إلى موسكو، في الوقت نفسه نقل إلى الأكاديمية المالية التابعة لحكومة الاتحاد الروسي، والمتخصصة في تمويل الدولة والبلدية. بالتوازي مع الدراسات، شاركت بجدية في مجال عرض الأزياء، وقامت بدور البطولة في المجلات والإعلانات، ويصبح عارضة أزياء متفرغة للوحدة الفرنسية التابعة لوكالة إيليت.

## مسابقات الجمال
توجت في 1 يوليو 2010 في مسابقة ملكة جمال موسكو الخامسة عشرة، من بين ثنين وثلاثين متسابقة.
في عام 2011، عند الانتهاء من الجامعة، دخلت مدرسة الدراسات العليا، في 30 نوفمبر من نفس العام، توجت في مسابقة الجمال السابعة عشر «كراسا روسي»، من بين سبعة وأربعين متسابقة، هذا أعطاها الحق في المشاركة العام المقبل في مسابقة ملكة جمال الأرض، وهو ما حصل في عام 2012، أصبحت نهائية في المسابقة الدولية «ملكة جمال الأرض» وسفيرة للنوايا الحسنة في الصندوق العالمي لحماية الحيوانات البرية.
في عام 2013، بدأت العمل على قناة Muz TV كمضيف في برنامج Style Icon.
في سبتمبر، التحقت بمعهد بوريس شوكين للمسرح.

## روابط خارجية
- ناتاليا بيريفيرزيفا على إنستغرام